# DEUS
Pour les articles homonymes, voir Deus.
dEUS est un groupe belge de rock indépendant, originaire d'Anvers. Formé en 1991 par Tom Barman, il est un des tout premiers groupes de rock belges à avoir connu une certaine popularité au niveau international.
Le groupe est issu de la scène anversoise qui veut que deux musiciens qui se croisent forment un groupe dans l'heure qui suit[pertinence contestée]. Ce qui explique les nombreux changements de personnel endurés par dEUS depuis ses débuts et les nombreux groupes qui lui sont apparentés tels que Zita Swoon, Dead Man Ray, Kiss My Jazz, Vive la Fête ou encore Evil Superstars.

## Historique

### Origines et débuts (1991–1994)
Le groupe est initialement formé en 1991 comme cover band. La première formation réellement stable du groupe s'étend autour des trois fortes personnalités créatrices que sont Tom Barman (chant, guitare), Stef Kamil Carlens (basse, chant) et Rudy Trouvé (guitare, chant) accompagnés de Jules De Borgher à la batterie et de Klaas Janzoons au violon. C'est cette formation qui sort un premier single en 1993 intitulé Zea sur le label indépendant Bang! Records, suivi, un an plus tard de l'album Worst Case Scenario (distribué par Island Records en Europe).
Le style de ce premier album est un véritable kaléidoscope qui définit les obsessions du groupe pour les jams interminables, le surréalisme, le jazz, le rock savamment déjanté que pouvaient proposer des artistes comme Captain Beefheart, Frank Zappa, Sonic Youth ou le Velvet Underground, et une écriture résolument pop et mélodique. Le single Suds & Soda construit autour de deux notes de violon fou résume à lui seul ces influences multiples et devient rapidement le titre du groupe le plus connu, et en même temps l'hymne anversois par excellence. Devant un tel panel, les critiques, particulièrement en Grande-Bretagne, seront déconcertées et dans l'impossibilité de définir le style de musique offert par dEUS. C'est ainsi qu'ils vont se retrancher derrière l'appellation art rock qui est loin de satisfaire, aujourd'hui encore, Tom Barman. Néanmoins, un réel engouement se crée pour le groupe à travers l'Europe où Worst Case Scenario se vend à 150 000 exemplaires.

### In a Bar, Under the Sea(1995–1999)

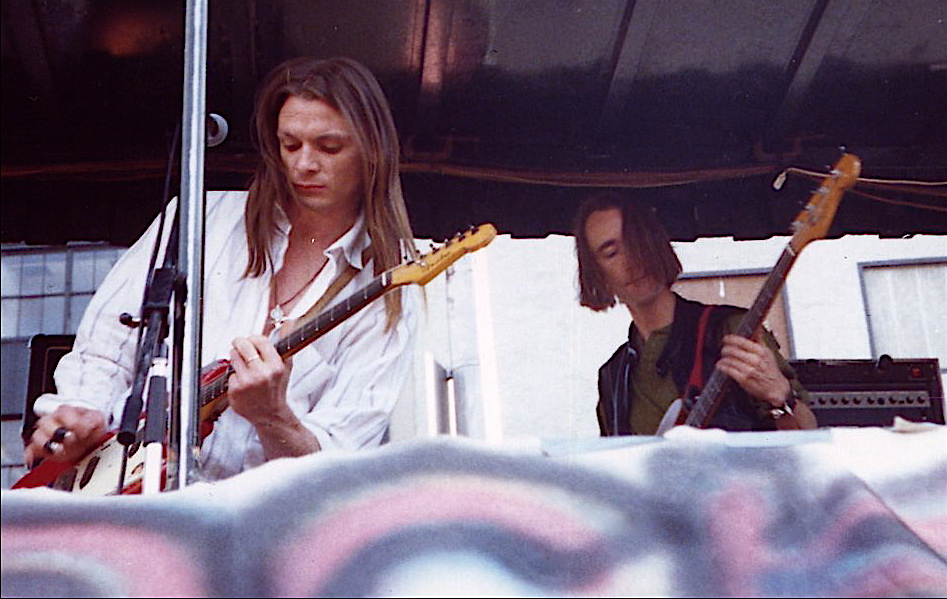
Chris Whitley à la guitare et Alan Gevaert de dEUS à la fin des années 1990 à New York.

En 1995, dEUS va plus loin dans les expérimentations en proposant My Sister = My Clock, EP composé d'une seule plage comprenant treize titres souvent coupés au milieu d'un riff et reliés entre eux par des dialogues en anglais et en espagnol. Ce collage unique en son genre a d'abord été proposé en édition limitée, avant de voir une sortie plus traditionnelle en réponse à la demande du public. Peu après, Rudy Trouvé décide de quitter dEUS pour se focaliser sur ses projets personnels. Il est remplacé par le guitariste écossais Craig Ward.
C'est avec ce personnel qu'est enregistré le deuxième album, In a Bar, Under the Sea, qui sort en septembre 1996. Le départ de Trouvé peut s'entendre dans le son des guitares, moins ouvertes à la distorsion que sur le premier album, et dans une tonalité d'ensemble plus jazz et calme mais certainement pas plus sage. Pour preuve les très peu académiques Fell Off the Floor Man, A Shocking Lack Thereof ou encore Theme from Turnpike, sorti comme premier single, et bénéficiant d'une vidéo signée Tom Barman, construite comme un générique de film, ce qui prête à confusion et lui permet d'être projeté dans les cinémas jusqu'aux États-Unis avant la projection du film Trainspotting. In a Bar, Under the Sea offre au groupe un autre hit underground avec Little Arithmetics, pop-song commençant dans le calme et se terminant dans une distorsion contrôlée.
In a Bar, Under the Sea correspond aussi avec le départ de Stef Kamil Carlens, parti s'occuper à plein temps de son groupe Zita Swoon. Il est remplacé par Danny Mommens.
C'est autour du duo Barman-Ward qu'est enregistré en Espagne, le troisième album The Ideal Crash. Sorti en mars 1999, cet album marque un tournant dans la carrière du groupe. Plus condensé (10 chansons), abandonnant les jams et les morceaux expérimentaux qui pouvaient en sortir, The Ideal Crash offre des chansons à l'écriture travaillée et au son peaufiné, entre acoustique et touches électroniques, et en même temps toujours très électrique. Les critiques, cette fois, s'y retrouvent pour accueillir l'album comme le travail le plus abouti du groupe. dEUS gagne en popularité, spécialement en France (qui était restée réservée face aux deux premiers albums), au Portugal et en Belgique et aux Pays-Bas (où dEUS trouve son public de base). Cependant, dEUS reste dans la catégorie underground, et les ventes de l'album n'explosent pas (plus ou moins 150 000 exemplaires).

### Pocket Revolution(2000–2006)

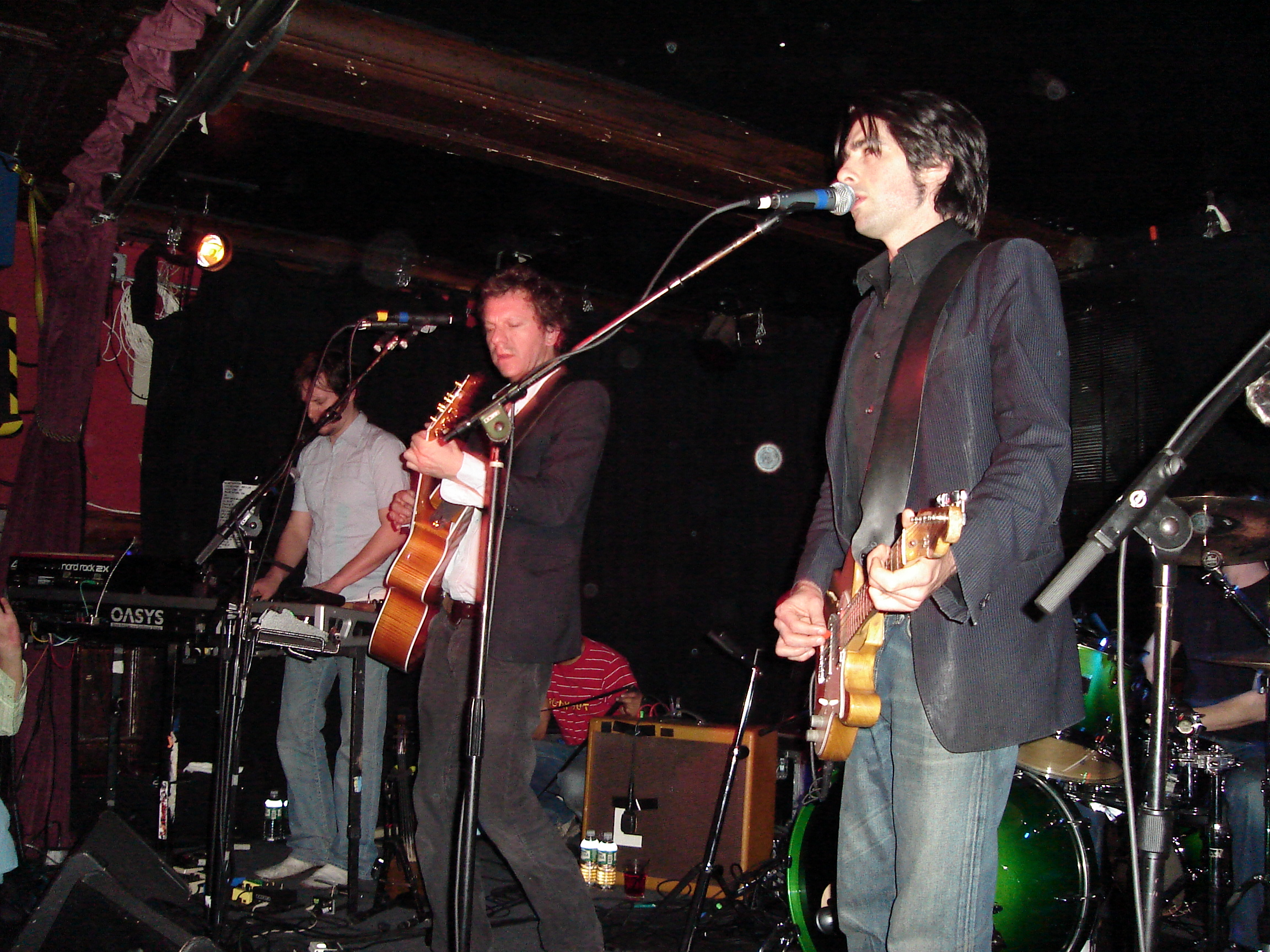
dEUS le 19 mars 2006 au Cafe Du Nord de San Francisco.

À la suite de la tournée The Ideal Crash, Tom Barman décide de mettre dEUS en suspens afin de travailler à la réalisation d'un film, Any Way The Wind Blows qui sort en 2003 sur les écrans. Un an plus tard, dEUS revient avec un nouveau batteur (Stefan Misseghers, anciennement batteur de Soulwax), un nouveau single, If You Don't Get What You Want, chanson rock tout en crescendo et une mini-tournée qui voit le groupe sillonner les festivals d'Europe. Celle-ci est écourtée lorsque Craig Ward décide de quitter le groupe alors également en plein enregistrement du nouvel album. Il est bientôt suivi par Danny Mommens. En proie au doute, Tom Barman, désormais seul maître à bord, hésite à tout abandonner. Il en est dissuadé par l'arrivée du guitariste Mauro Pawlowski, ancien leader des Evil Superstars, et du bassiste Alan Gevaert. 
L'enregistrement reprend donc, et en septembre 2005, Pocket Revolution est enfin dans les bacs des disquaires. L'album est de nature plus classique (comparé aux premiers essais du groupe) et laisse surtout voir un Tom Barman seul aux commandes. Pocket Revolution n'en est pas moins le plus gros succès commercial du groupe, offrant à dEUS un disque de platine en Belgique (50 000 ventes), trois concerts sold out à l'Ancienne Belgique de Bruxelles bientôt suivis par deux concerts complets à Forest National, du jamais vu pour un groupe belge. À l'étranger, si l'Angleterre le boude, Pocket Revolution (contrairement à The Ideal Crash) est distribué aux États-Unis via V2 Records (sans qu'il y ait pour autant de miracle commercial à l'appui, dEUS jouant là-bas dans des salles à moitié vides) et la popularité du groupe est restée intacte en Europe. À noter que ce dernier album est par la suite édité dans deux versions, accompagné d'un CD cinq titres en avril 2006. Un autre intitulé Pocket Revolution Burnt comprenant un deuxième CD remix réalisés par le DJ Jagz Kooner (toujours chez V2 Records).
En octobre 2006, le dernier concert de la tournée devait s'apparenter à un retour de dEUS dans leur ville d'Anvers. Il s'est finalement apparenté, sur une idée de Tom Barman, à une série de concerts en faveur de la tolérance et contre l'extrême droite, qui ont pris place le 1er octobre (soit une semaine avant les élections communales) dans quatre villes de Belgique (Anvers, Bruxelles, Gand et Charleroi). Cet événement mobilise une centaine d'artistes et plus de 70 000 personnes.

### Vantage PointetKeep You Close(2007–2011)
Enregistré dans la foulée avec la même formation que pour Pocket Revolution (une première dans l'histoire du groupe) Vantage Point, cinquième album de dEUS, paraît le 21 avril 2008. Produit par un collaborateur de Depeche Mode, Dave McKraken, le disque se veut direct, éclectique et dansant (comme sur le premier single belge et français The Architect, clin d'œil à l'architecte américain Richard Buckminster Fuller - Slow est choisi comme premier single pour le reste de l'Europe) et s'avère l'album de dEUS le plus formaté grand public. Vantage Point est devenu disque de platine en Belgique après un mois de commercialisation, ce qui ne l'a pas empêché de recevoir un accueil plus que mitigé. Le groupe a ensuite sillonné les routes d'Europe. Une tournée qui l'a mené jusqu'à Moscou et qui s'est soldée par deux concerts à Forest National à Bruxelles.
Désormais une formation stable pouvant profiter de son studio personnel à Borgerhout, dans la banlieue d'Anvers, dEUS enchaîne sur l'enregistrement de son sixième album en 2009. dEUS décide de partir sur les routes d'Europe au printemps 2011 afin de jouer ses nouveaux titres en live. Plusieurs fois repoussé, Keep You Close sort finalement le 19 septembre 2011 sur le label PIAS (le groupe reste sur Universal pour le marché belge). Une journée après sa mise en vente en Belgique, Keep You Close est certifié disque d'or avec 10 000 exemplaires vendus. Les critiques, cette fois, sont majoritairement positives, et voient en Keep You Close un retour en forme de dEUS. Le disque, par certains aspects, se rapproche de The Ideal Crash. Il est d'ailleurs produit par David Bottrill, qui avait enregistré The Ideal Crash. Mais Keep You Close découvre aussi une nouvelle facette du groupe, avec l'utilisation de cordes et de cuivres (comme sur la chanson-titre) qui donnent au disque une couleur soul et cinématique. On retrouve aussi la participation de Greg Dulli (The Afghan Whigs, The Twilight Singers) sur deux titres. dEUS repart ensuite en tournée européenne en octobre. Ce même mois, le groupe est élu « meilleur groupe belge » aux MTV Europe Music Awards.

### Following Sea(2012–2013)
Le 1er juin 2012, dEUS surprend tout le monde en annonçant la sortie d'un nouvel album, Following Sea, moins d'un an après la sortie de Keep You Close. D'abord disponible en téléchargement légal sur iTunes, il sort une semaine après au format compact disc et vinyle. Le premier single issu de l'album est un titre dont les paroles sont en français (Quatre Mains) ce qui constitue une première pour le groupe. C'est Adam Noble qui produit l'album. Tom Barman annonce lui-même la sortie de l'album par ces quelques mots: « Nous avions des chansons que nous ne voulions pas perdre, que l’on ne voulait pas voir sur une étagère pendant quatre ans, nous avons donc décidé de rompre avec notre manière de travailler et de terminer les chansons rapidement avant de les rendre publiques. C’est 2012 bordel, l’idée d’attendre des mois pour les sortir semble tellement démodée. »
Le clip de Quatre mains (qui est une version retravaillée du titre Paper Bones) sort le même jour. Il est réalisé par Tom Barman et tourné à Anvers. Une semaine après sa sortie en Belgique, Following Sea se vend à plus de 10 000 exemplaires et devient donc disque d'or.

### Selected Songs: 1994-2014(depuis 2014)
Le 24 août 2014, le groupe annonce sur son site la sortie d'un nouveau best-of (après No More Loud Music en 2001) : Selected Songs : 1994-2014 afin de célébrer les 20 ans d'existence du groupe. Ce sera un double album qui couvrira l'intégralité des albums studio (excepté l'album-concept My Sister = My Clock). Composés de 15 titres chacun, le premier CD étant un best-of traditionnel, l'autre composé de titres les plus « softs » composés par le groupe et, pour la plupart, n'étant jamais sortis sous forme de single : « [...] nous voulions mettre en avant cette facette du groupe qui fonctionne très bien sur nos albums et sur scène. Je pense notamment à un titre comme Serpentine qui reste l’un de nos préférés », explique Tom Barman. Parallèlement à la sortie de Selected Songs, le groupe annonce également la commercialisation d'un livre intitulé Selected Photos.
La sortie de ce best-of est suivi de l'annonce de plusieurs concerts en Europe dont certains ont été complets très rapidement. Le 7 octobre 2016, le groupe annonce sur les réseaux sociaux le départ de Mauro Pawlowski, qui participe à son dernier concert avec le groupe le 10 février 2017 à Anvers.
Fin 2018, dEUS annonce une tournée européenne au printemps 2019 pour célébrer le 20e anniversaire de The Ideal Crash. Pour l'occasion, l'album est joué en entier. La tournée s'arrête notamment à l'Ancienne Belgique de Bruxelles pour 8 soirs de suite en mai 2019. En parallèle, The Ideal Crash est remasterisé aux Studios Abbey Road et édité en CD et vinyle agrémenté d'inédits et de versions rares.

### How to Replace it: 2023
Le 25 février 2023, le groupe revient avec un nouveau membre à la guitare : Mauro Pawlowski. dEUS annonce une tournée à partir de juin 2023 pour promouvoir ce nouvel album.

## Membres

### Membres actuels
- Tom Barman - chant, guitare (depuis 1991)
- Klaas Janzoons - violon (depuis 1991)
- Stefan Misseghers - batterie, percussions (depuis 2004)
- Alan Gevaert - basse (depuis 2005)
- Bruno De Groote - guitare (depuis 2018)
- Mauro Pawlowski - guitare (depuis 2023)

### Anciens membres
- Jules De Borgher - batterie, percussions (1991-2004)
- Stef Kamil Carlens - basse (1991-1996)
- Rudy Trouvé - guitare (1991-1994)
- Craig Ward - guitare (1995-2004)
- Mauro Pawlowski - guitare (2005-2017)
- Danny Mommens - basse (1997-2004)

## Discographie

### Albums studio
- 1994 : Worst Case Scenario
- 1995 : My Sister = My Clock (EP)
- 1996 : In a Bar, Under the Sea
- 1999 : The Ideal Crash
- 2005 : Pocket Revolution
- 2008 : Vantage Point
- 2011 : Keep You Close
- 2012 : Following Sea[12]
- 2023 : How to Replace It

### Compilations
- 2001 : No More Loud Music: The Singles
- 2014 : Selected Songs : 1994-2014

### Participations
- 2014 : Duo avec Gérard Manset sur Animal on est mal sur l'album Un oiseau s'est posé

## Ventes d'albums
| 1994 | Worst Case Scenario                          | 35 | -  | -  | -  | -  | -  | -  | -  | -  |
| 1995 | My Sister = My Clock                         | 3  | 22 | -  | -  | -  | -  | -  | -  | -  |
| 1996 | In A Bar, Under The Sea                      | 2  | 6  | -  | -  | -  | 59 | -  | -  | -  |
| 1999 | The Ideal Crash                              | 2  | 14 | 80 | -  | 48 | 30 | -  | 64 | -  |
| 2001 | No More Loud Music - The Singles Compilation | 8  | -  | -  | -  | -  | -  | -  | -  | -  |
| 2005 | Pocket Revolution                            | 1  | 6  | 67 | 58 | 27 | 9  | 30 | -  | 54 |
| 2008 | Vantage Point                                | 1  | 3  | 65 | 57 | 40 | 7  | -  | -  | 57 |
| 2011 | Keep You Close                               | 1  | 3  | 67 | 56 | 32 | 3  | -  | -  | 38 |
| 2012 | Following Sea                                | 1  | 3  | -  | -  | 90 | 7  | -  | -  | 39 |
| 2023 | How to Replace It                            |    |    |    |    |    |    |    |    |    |